# Ernest François Dainville
Ernest Jean François Dainville, né le 28 septembre 1824 à Angers et mort le 3 mars 1917, architecte angevin.

## Biographie
Ernest Dainville naquit au sein d'une famille d'architectes qui imprimèrent leur marque tant sur les bâtiments civils, publics et privés, que religieux de l'Anjou. Il reçut la charge d'architecte de la ville, par la municipalité d'Angers.
En 1850, il fut le maître d'œuvre de la réorganisation générale muséographique du logis Barrault à Angers. En 1852, il fit restaurer le château de Brigné. Il exécuta la restauration du château Saint-Jacques de Tigné de 1854 à 1860.
En 1862, il remania le château situé sur les communes de Concourson-sur-Layon et Saint-Georges-sur-Layon. Il fit reconstruire également l'église de Saint-Georges-sur-Layon.

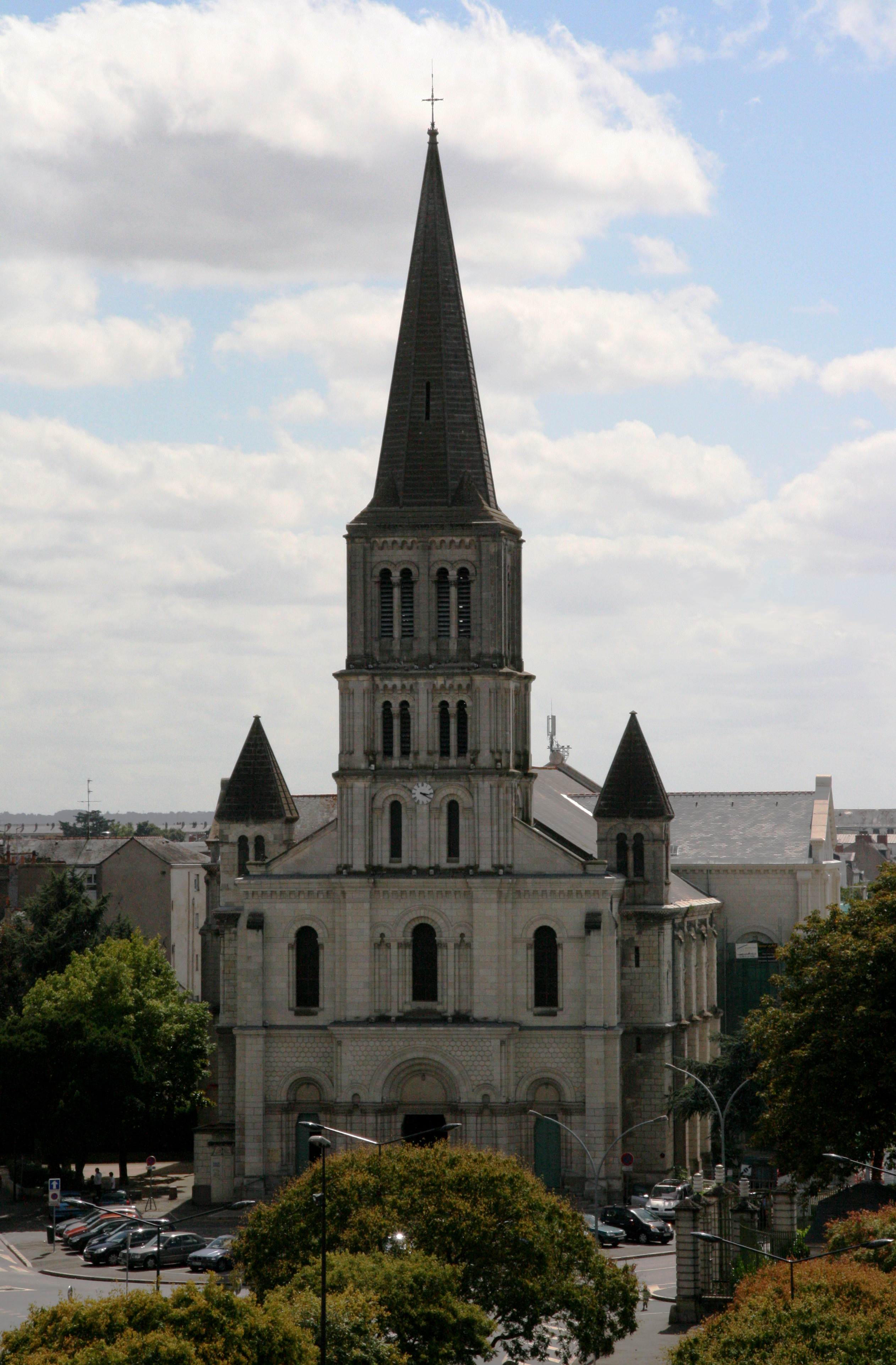
Église Saint-Laud d'Angers, achevée en 1876

Ernest Dainville fut le concepteur de plusieurs édifices néoromans, notamment l'église paroissiale de Tigné, construite de 1860 à 1863, et la chapelle néoromane qu'il réalisa entre 1868 et 1870 dans le cimetière de l'Est à Angers dont il est également l'architecte créateur. C'est aussi lui qui dessine les plans de l'Église Saint-Laud dans le centre ville d'Angers en 1872.
Il acheva la construction de l'église de Vernantes entre 1870 et 1877, commencé par son collègue Charles Joly-Leterme. En 1878, il lance les travaux de l'église de Neuillé. Il participa, avec une équipe d'architectes, à plusieurs projets architecturaux, notamment les travaux du château de Crosmières, région de La Flèche, l'aménagement de la place du Ralliement à Angers. En 1880, il surveille les travaux de peinture du château de La Jumellière pour l'architecte Ernest Sanson. En 1893, il poursuit les travaux d'aménagement du château de Grez-Neuville. Il est commissaire général de l'exposition d'Angers en 1895.

## Famille
- Louis-François François (Paris, 3 mai 1754-Angers, 20 avril 1836), architecte ;
  - François-Louis François, dit Dainville (Paris, 23 mars 1788-Angers, 30 mai 1863), lieutenant au 5e régiment de dragons pendant l'Empire, secrétaire général des hospices d'Angers, chevalier de la légion d'honneur[4] en 1851 ;
    - Ernest Jean François Dainville (Angers, 28 septembre 1824-Les Ponts-de-Cé, 3 mars 1917), architecte départemental ;
    - Édouard-Louis François Dainville (Angers, 13 juillet 1823-Paris, 30 juin 1897), architecte ;

  - Jacques-Louis François dit Villers (1791-1870), architecte qui a édifié la colonne de la duchesse d'Angoulême à Saint-Florent-le-Vieil[5].

## Fonds d'archives Dainville
En 1982, les Archives départementales de Maine-et-Loire recevaient le don des archives de la famille Dainville, constituées d'une collection de 4228 plans et de dessins d’architecture, émanant de l’activité professionnelle de la famille des architectes angevins Dainville, constituant ainsi le « Fonds des architectes Dainville ». Ce fonds Dainville regroupe l’œuvre de trois architectes successifs : Louis François (1754-1836), son second fils Jacques-Louis François (1791-1870) et son petit-fils Ernest Dainville (1821-1917), neveu du précédent,.

## Distinction
- Chevalier de la Légion d'honneur[8] en 1895.